# Weizenkantate
Weizenkantate ist ein Hörspiel-Fragment von Günter Eich, das am 11. Mai 1936 vom Deutschlandsender Berlin unter der Regie von Gerd Fricke gesendet wurde. Paul de Kruifs Roman „Bezwinger des Hungers“ – in dem auch die Biographie Mark Alfred Carletons geschrieben steht – könnte eine der Vorlagen des Hörstücks gewesen sein.

## Inhalt
Daheim in Kansas beobachtet Elisabeth ihren Ehemann Carleton, wie der sich auf eine Reise nach Russland vorbereitet. Von dort will er eine frost- und dürreresistente Weizensorte nach Kansas einführen. Elisabeth gibt dem Forscher zu verstehen, er solle sich lieber um Frau und Kinder als um die Bevölkerung von Kansas kümmern. Carleton erwidert, das familiäre Glück muss hintangestellt werden. Er habe Urlaub genommen und fahre nach Russland.
Carleton zieht – nach Weizen suchend – durch die russische Steppe. An einer einzigen Stelle – dort sind die Sommer besonders heiß und die Winter frostig – findet er harte Ähren.

## Selbstzeugnisse
- Günter Eich schreibt am 18. April 1935 an Ursula Kuhnert, mit dieser poetischen Story der amerikanischen Prosperität wolle er seinen „Ruhm als Dichter endgültig befestigen“[4]
- Gerhard Prager interessiert sich nach dem Kriege für das Hörstück. Dazu Günter Eich am 20. Februar 1950 an einen Freund: „Stuttgart bringt eine Reihe ‚Klassiker des Hörspiels‘ oder so ähnlich. Sie wollen meine Weizenkantate, die ich leider nicht mehr habe.“[5]

## Form
Eingangs erhält einmal ein Ansager das Wort. Er fasst das Wesentliche des Hörstücks in vier Sprüche. Dann spricht eigentlich nur Elisabeth. Carleton antwortet seiner Frau – bis auf eine Ausnahme – knapp. Den Rest erledigt der Chor. Gesungen wird von der erfolgreichen Suche Carletons nach Hartweizen.

## Fragment
Karst gibt in seinen Anmerkungen noch eine 1936 veröffentlichte, aber nicht gesendete Szene aus Günter Eichs Manuskript an, in der Elisabeth von den Todesumständen ihres Gatten erzählt. Danach starb er am 26. April 1925 in Paita an Malaria. Aus seinem Amt entlassen, hatte er die Familie in den USA zurücklassen und in Panama, Honduras und Peru schlechtbezahlte Arbeit annehmen müssen.

## Rezeption
Reaktionen in der NS-Zeit
- Das Hörstück wurde in die 1938 erschienene Sammlung „Das ist Hörspiel“ aufgenommen.[9]
- Die „Nationalsozialistische Rundfunk-Korrespondenz“ vereinnahmt im Mai 1940 den Autor: „Seine ‚Weizenkantate‘ gehört zu den bleibenden Rundfunkdichtungen,...“[10]

Äußerungen nach 1945
- Das Hörstück sei im „Völkischen Beobachter“ besprochen worden.[11]
- Der Verfasser der „Geschichte des Hörspiels 1933–1945“ bei „hoerspiel.com ...das deutschsprachige Hörspiel“ vermutet, Günter Eich habe den Einsatz des Chores seinerzeit betont, „um überhaupt noch gesendet zu werden“[12]
- Vieregg[13] zitiert als Nachweis der Bekanntheit Günter Eichs im NS-Rundfunk aus einer Laudatio auf Gerd Fricke. Dem Oberspielleiter Fricke sei es gelungen, „die besten deutschen Autoren“ heranzuziehen. Der Verfasser der „Weizenkantate“ Günter Eich wird nach der Nennung von Autoren wie zum Beispiel Johst, Euringer und J. M. Bauer erwähnt.[14]
- Nach Cuomo[15] orientiere sich der Chor in der Weizenkantate am NS-Hörspiel. Cuomo schimpft Carleton mit der Unbedachtheit eines Nachgeborenen[A 1] Blut-und-Boden-Kreuzritter.[16] Wessels konträre Sicht auf das Thema „Blut und Boden“[17] muss in dem Kontext erwähnt werden: Solche „Sehnsucht“ würde in der Weizenkantate nicht erfüllt. Das Hörstück münde vielmehr in Resignation.[18]
- In einer Sendung am 13. Dezember 1976 im WDR 3 wird unter anderen Frank Norris als Vorbild gesehen.[19]
- Würffel habe 1978 in dem Hörstück eine Nähe zu „Ideologemen des Nationalsozialismus“ konstatiert.[20]
- Wessels[21] und Philpotts[22] gehen auf das Hörstück ein.
- Wagner zählt das Hörstück zu den „spektakuläre[n], vielbeachtete[n] und literarisch überzeugende[n] Sendungen“[23] Günter Eichs und bietet eine Fülle von Einzelheiten zur Ursendung[24]. Zum Beispiel: Christian Kayßler sprach den Carleton und Maria Koppenhöfer seine Ehefrau Elisabeth.

### Verwendete Ausgabe
- Günter Eich: Weizenkantate. Fragment. 1936. In: Günter Eich. Gesammelte Werke. Band II: Karl Karst (Hrsg.): Die Hörspiele 1. Revidierte Ausgabe. Suhrkamp, Frankfurt am Main 1991, ISBN 3-518-40210-2, S. 121–126.

### Sekundärliteratur
- Frank Norris: Das Epos des Weizens. Teil 1: Der Octopus. Deutsche Verlags-Anstalt, Stuttgart/ Leipzig 1907.
- Frank Norris: Die goldene Fracht. Roman vom kalifornischen Weizen. Aus dem Amerikanischen von Hermann Stresau. S. Fischer, Berlin 1939. (Original: The Octopus. 1901)
- Paul de Kruif: Bezwinger des Hungers. Deutsch von Curt Thesing. Grethlein & Co., Leipzig 1929.
- Wolfram Wessels: Hörspiele im Dritten Reich. Zu Institutionen-, Theorie- und Literaturgeschichte. Bouvier Verlag Herbert Grundmann, Bonn 1985, ISBN 3-416-01926-1. (Abhandlungen zur Kunst-, Musik- und Literaturwissenschaft, Band 366)
- Glenn Raymond Cuomo: Career At The Cost Of Compromise: Günter Eich's Life And Work In The Years 1933–1945. Verlag Rodopi, Amsterdam 1989, ISBN 90-5183-080-7.
- Axel Vieregg (Hrsg.): Unsere Sünden sind Maulwürfe. Die Günter Eich-Debatte. Verlag Rodopi, Amsterdam 1995, ISBN 90-5183-927-8.
- Hans-Ulrich Wagner: Günter Eich und der Rundfunk. Essay und Dokumentation. Verlag für Berlin-Brandenburg, Potsdam 1999, ISBN 3-932981-46-4 (Veröffentlichungen des Deutschen Rundfunkarchivs; Bd. 27)
- Hans-Ulrich Wagner: »Den Feldzug gegen den Rundfunk fortsetzen«. Günter Eich und der Rundfunk 1928–1940. In: Peter Walther (Hrsg.): Günter Eich 1907–1972. Nach dem Ende der Biographie. Lukas Verlag, Berlin 2000, ISBN 3-931836-40-1, S. 49–59.
- Peter Walther (Hrsg.): Günter Eich 1907–1972. Nach dem Ende der Biographie. Lukas Verlag, Berlin 2000, ISBN 3-931836-40-1.
- Sabine Buchheit: Formen und Funktionen literarischer Kommunikation im Werk Günter Eichs. Röhrig Universitätsverlag, St. Ingbert 2003, ISBN 3-86110-334-6.
- Matthew Philpotts: The Margins of Dictatorship. Assent and Dissent in the Work of Guenter Eich and Bertolt Brecht. Britische und Irische Studien zur deutschen Sprache und Literatur Band 34. Peter Lang, Bern 2003, ISBN 3-03910-022-X.
- Johannes Schwamberger: Die Entwicklungsgeschichte des Hörspiels. Diplomarbeit GRIN Verlag, Norderstedt 2004, ISBN 3-638-71373-3.

## Anmerkung
1. ↑  
Der amerikanische Germanist Cuomo hat 1982 an der Ohio State University über Günter Eich promoviert (Wessels, S. 543, 4. Eintrag v.o.; siehe auch Buchheit, S. 197, 1. Z.v.u.).